# Квадратът
Квадратът е шведска сатирична драма от 2017 година на режисьора Рубен Йостлунд. Филмът печели Златна палма на кинофестивала в Кан през 2017 година и е сред номираните за Оскар за най-добър чуждоезичен филм.
Филмът е копородукция между Швеция, Германия, Дания и Франция, и е сниман в Гьотеборг, Стокхолм и Берлин.
Една от най-популярните сцени във филма – с Олег Рогозин (Тери Нотари), който играе див звяр по време на официален прием, е вдъхновена от истинско събитие разиграло се в Стокхолм с артиста Олег Кулик, който играе куче и атакува посетителите на официално събитие.
В България филмът е показван на София Филм Фест през 2018 година.

## Сюжет
Кристиан (Клаес Банг) е куратор в музей на изкуствата в Стокхолм, носещ името X-Royal - преди това царски дворец. Един ден докато отива на работа Кристиан бива ограбен от минувачи с оригинална схема. След като споделя на колегите си и локализират в коя сграда се намира телефона му, един от тях го съветва да заплаши всички жители на сградата със специално подготвено писмо. Писмото е заплашително и в него са дадени координати на супермаркет където да бъдат върнати откраднатите телефон, портмоне и златни ръкавели.
Междувременно в музея тече трескава подготовка за най-новата експозиция наречена „Квадратът“ – представляваща пространство оградено от квадрат, в което „всеки споделя еднакви права и задължения“. Поради кражбата, краткотрайната му афера с Ан (Елизабет Мос), както и семейните му задължения, Кристиан не обръща достатъчно внимание на маркетинговата кампания за изложбата. Това довежда до създаването на скандално вайръл видео от двама млади пиар агенти. Поради огромния скандал, който предизвиква видеото, Кристиан подава оставка. След странното начало на изложбата, скандалите с музея обаче продължават със скандален пърформанс на артиста Олег Рогозин (Тери Нотари).

## В ролите
- Клаес Банг – Кристиан
- Елизабет Мос – Ан
- Доминик Уест – Джулиан
- Tери Нотари – Олег Рогозин
- Кристофер Лаесьо – Михаел